# 科泰良卡 (日托米爾州)
科泰良卡（羅馬化：Kotelianka）是烏克蘭北部日托米爾州別爾季切夫區魯任市鎮的村莊。該村始建於1601年，面積0.39平方公里，海拔高度270米，2001年人口129，人口密度每平方公里331.62人。